# Katharina Echter
Katharina Echter (* 18. Juli 1982) ist eine ehemalige deutsche Biathletin, die auch im Crosslauf des Sommerbiathlons antritt, und BMX-Sportlerin aus Grainau.
Echter war Schülerin des Ski-Gymnasiums Berchtesgaden und schloss dieses im Jahr 2001 mit dem Abitur ab. Zu dieser Zeit gehörte sie zu den besten Nachwuchssportlern im deutschen Biathlon. Bei den Europameisterschaften 2002 in Kontiolahti gewann Echter Gold in der Junioren-Staffel zusammen mit Barbara Ertl und Jenny Adler. Ihr erfolgreichstes Jahr war die Saison 2003/04, als sie unter anderem Zweite der Europacup-Gesamtwertung hinter Irina Malgina und vor Ute Niziak wurde und in Méribel mit der Staffel ihr einziges Europacup-Rennen gewann. 2004 wurde sie Deutsche Meisterin mit der bayrischen Staffel, der auch Uschi Disl und Martina Glagow angehörten. In der Saison 2004/05 gewann sie den Deutschland-Pokal vor Hanna Möller und Niziak. Sie war Teilnehmerin an den erstmals ausgetragenen Sommerbiathlon-Europameisterschaften 2004, wo sie mit neunten Plätzen im Sprint und in der Verfolgung Vorletzte und Letzte wurde.
Mit Aufnahme eines Studiums in Augsburg aufgenommen hat, trat sie im Biathlon kürzer. Unter anderem nahm sie an der Universiade in Turin im Januar 2007 teil.
Neben dem Biathlon betreibt Echter eine Reihe weiterer Sportarten, so spielt sie Fußball beim SC Eibsee Grainau, bestreitet Rennen im Skilanglauf und fährt Mountainbike sowie BMX in der BMX Bundesliga für die BMX Vereinigung e. V. Bayern. Mit dem 20" BMX-Rad war Echter Vierte der deutschen Meisterschaften 2007. In der deutschen Rangliste belegte sie 2006 den vierten Platz in der Klasse Cruiser, 2008 war sie Ranglisten-Sechste.